# The LP
Albums de Large Professor
1st Class
(2002)
Singles
1. Mad Scientist
Sortie : 18 juin 1996
2. Ijuswannachill
Sortie : 29 octobre 1996

The LP est le premier album studio de Large Professor, sorti en copies non officielles en 1996. Une sortie promotionnelle a eu lieu en octobre 2002 avant une mise en vente officielle en 2009.

## Liste des titres
| No  | Titre                                | Contient un (des) sample(s) de | Durée |
| --- | ------------------------------------ | --- | ----- |
| 1.  | Intro                                | | 1:02  |
| 2.  | That Bullshit                        | Make Your Own Temple de Cannonball Adderley | 3:42  |
| 3.  | Hungry                               | Eurus (The Southwest Wind) de Bayeté Dirty Feet du Daly-Wilson Big Band | 2:43  |
| 4.  | Ijuswannachill                       | Enchanted Lady de Milt Jackson You Can Have Watergate Just Gimme Some Bucks and I'll Be Straight des J.B.'s Love and Happiness de Monty Alexander Funky President de James Brown Just Rhymin' With Biz de Big Daddy Kane featuring Biz Markie | 3:23  |
| 5.  | Funky 2 Listen 2                     | Thriller de Michael Jackson featuring Vincent Price Just Rhymin' With Biz de Big Daddy Kane featuring Biz Markie | 2:54  |
| 6.  | Mad Scientist                        | Save Their Souls d'Hamilton Bohannon Dune Part II: Sandworms de David Matthews Thriller de Michael Jackson featuring Vincent Price | 4:22  |
| 7.  | Hard                                 | | 3:50  |
| 8.  | One Plus One (featuring Nas)         | The Rite of Spring d'Hubert Laws | 2:48  |
| 9.  | The LP (For My People)               | Graduate Medley de Gap Mangione Pisces: Allison's Trip de Cannonball Adderley How to Flow de Nice & Smooth | 3:17  |
| 10. | Dancin' Girl (featuring Len X's Ten) | Dance Girl des Rimshots Seeing You de George Duke | 3:45  |
| 11. | Large Pro: Verbs                     | Afro-Spanish Omelet du Cannonball Adderley Quintet Blind Alley des Emotions | 2:36  |
| 12. | Havin' Fun                           | Passion Play de Sugarhill Gang Feel the Heartbeat des Treacherous Three | 3:25  |
| 13. | Spacey                               | Modadji d'Hubert Laws | 2:59  |
| 14. | Amaman                               | | 3:57  |
| 15. | Queens Lounge                        | La Bahemia des Earth Disciples | 3:16  |
| 16. | Bowne                                | Bound de Ponderosa Twins Plus One | 3:53  |
| 17. | Big Willie                           | Dolphin Dance d'Ahmad Jamal | 3:38  |
| 18. | Outro                                | | 1:45  |